# Diego Calvo
Diego Gerardo Calvo Fonseca, né le 25 mars 1991 à Alajuela, est un footballeur international costaricien qui évolue au poste de défenseur latéral gauche aux Real Monarchs, en USL.

## Palmarès
- LD Alajuelense
  - Champion du Costa Rica (4) : 2010 (O), 2011 (C), 2011 (O), 2012 (O).

- Real Monarchs :
  - Champion de USL (saison régulière) : 2017